# Port lotniczy Sarh
Port lotniczy Sarh – międzynarodowy port lotniczy położony w Sarh. Jest trzecim co do wielkości portem lotniczym w Czadzie.